# Anthony Edward Orchard
Anthony Edward Orchard (1946) es un botánico australiano.
Desarrolla su actividad científica en el "Australian National Herbarium", "Centro de Estudios de Biodiversidad Vegetal, Canberra.

## Algunas publicaciones
- anthony e. Orchard. 1996. Fungi of Australia: Classification. Editor CSIRO, 413 pp. ISBN 0-643-05890-7
- ------------------------------. 1972. Taxonomic Revisions in the Family Haloragaceae R.Br. 938 pp.

## Eponimia
- (Cyperaceae) Scleria orchardii C.D.Adams[2]
- (Goodeniaceae) Dampiera orchardii Rajput & Carolin[3]